# 1009
Il 1009 (MIX in numeri romani) è un anno  dell'XI secolo.

## Eventi
- 9 maggio - Sotto la guida di Melo, le città di Bari, Trani e Bitonto si ribellarono al governo fiscale del catapano bizantino Giovanni Curcuas.
- 31 luglio - Sergio IV viene consacrato come 142º papa della Chiesa cattolica
- 18 ottobre - Il califfo egiziano Al Hakim, della dinastia dei Fatimidi, fa radere al suolo la Basilica del Santo Sepolcro a Gerusalemme

## Nati
- 10 luglio - Alberto Azzo II d'Este, nobile italiano († 1097)
- 14 dicembre - Go-Suzaku, imperatore giapponese († 1045)
- Adele di Francia, nobile francese († 1079)
- Toirdhealbhach Ua Briain, re irlandese († 1086)
- Ermengol II di Urgell, conte († 1038)
- García Sánchez, conte († 1029)
- Ali Hariri, poeta curdo

## Morti
- 3 marzo - Abd al-Rahman Sanchuelo
- 6 giugno - Ibn Yunus, astronomo egiziano (n. 950)
- 15 agosto - Arduino di Rimini, presbitero italiano
- 13 novembre - Dedi I di Wettin, nobile tedesco
- Bruno di Querfurt, missionario e arcivescovo tedesco (n. 974)
- Bruno il Vecchio, nobile e abate tedesco
- Papa Giovanni XVIII, papa e cardinale italiano
- Gunnlaugr Illugason, poeta islandese (n. 984)
- Pietro II Orseolo, doge (n. 961)
- Seljuk, sultano
- Fujiwara no Nagatō, poeta giapponese (n. 949)
- Ōe no Yoshitoki, poeta giapponese

## Calendario
| Calendario 1009 | Calendario 1009 | Calendario 1009 | Calendario 1009 | Calendario 1009 | Calendario 1009 | Calendario 1009 | Calendario 1009 | Calendario 1009 | Calendario 1009 | Calendario 1009 | Calendario 1009 | Calendario 1009 | Calendario 1009 | Calendario 1009 | Calendario 1009 | Calendario 1009 | Calendario 1009 | Calendario 1009 | Calendario 1009 | Calendario 1009 | Calendario 1009 | Calendario 1009 | Calendario 1009 | Calendario 1009 | Calendario 1009 | Calendario 1009 | Calendario 1009 | Calendario 1009 | Calendario 1009 | Calendario 1009 | Calendario 1009 | Calendario 1009 |
| --------------- | --------------- | --------------- | --------------- | --------------- | --------------- | --------------- | --------------- | --------------- | --------------- | --------------- | --------------- | --------------- | --------------- | --------------- | --------------- | --------------- | --------------- | --------------- | --------------- | --------------- | --------------- | --------------- | --------------- | --------------- | --------------- | --------------- | --------------- | --------------- | --------------- | --------------- | --------------- | --------------- |
|                 | 1               | 2               | 3               | 4               | 5               | 6               | 7               | 8               | 9               | 10              | 11              | 12              | 13              | 14              | 15              | 16              | 17              | 18              | 19              | 20              | 21              | 22              | 23              | 24              | 25              | 26              | 27              | 28              | 29              | 30              | 31              |                 |
| Gennaio         | Sa              | Do              | Lu              | Ma              | Me              | Gi              | Ve              | Sa              | Do              | Lu              | Ma              | Me              | Gi              | Ve              | Sa              | Do              | Lu              | Ma              | Me              | Gi              | Ve              | Sa              | Do              | Lu              | Ma              | Me              | Gi              | Ve              | Sa              | Do              | Lu              |                 |
| Febbraio        | Ma              | Me              | Gi              | Ve              | Sa              | Do              | Lu              | Ma              | Me              | Gi              | Ve              | Sa              | Do              | Lu              | Ma              | Me              | Gi              | Ve              | Sa              | Do              | Lu              | Ma              | Me              | Gi              | Ve              | Sa              | Do              | Lu              |                 |                 |                 |                 |
| Marzo           | Ma              | Me              | Gi              | Ve              | Sa              | Do              | Lu              | Ma              | Me              | Gi              | Ve              | Sa              | Do              | Lu              | Ma              | Me              | Gi              | Ve              | Sa              | Do              | Lu              | Ma              | Me              | Gi              | Ve              | Sa              | Do              | Lu              | Ma              | Me              | Gi              |                 |
| Aprile          | Ve              | Sa              | Do              | Lu              | Ma              | Me              | Gi              | Ve              | Sa              | Do              | Lu              | Ma              | Me              | Gi              | Ve              | Sa              | Do              | Lu              | Ma              | Me              | Gi              | Ve              | Sa              | Do              | Lu              | Ma              | Me              | Gi              | Ve              | Sa              |                 |                 |
| Maggio          | Do              | Lu              | Ma              | Me              | Gi              | Ve              | Sa              | Do              | Lu              | Ma              | Me              | Gi              | Ve              | Sa              | Do              | Lu              | Ma              | Me              | Gi              | Ve              | Sa              | Do              | Lu              | Ma              | Me              | Gi              | Ve              | Sa              | Do              | Lu              | Ma              |                 |
| Giugno          | Me              | Gi              | Ve              | Sa              | Do              | Lu              | Ma              | Me              | Gi              | Ve              | Sa              | Do              | Lu              | Ma              | Me              | Gi              | Ve              | Sa              | Do              | Lu              | Ma              | Me              | Gi              | Ve              | Sa              | Do              | Lu              | Ma              | Me              | Gi              |                 |                 |
| Luglio          | Ve              | Sa              | Do              | Lu              | Ma              | Me              | Gi              | Ve              | Sa              | Do              | Lu              | Ma              | Me              | Gi              | Ve              | Sa              | Do              | Lu              | Ma              | Me              | Gi              | Ve              | Sa              | Do              | Lu              | Ma              | Me              | Gi              | Ve              | Sa              | Do              |                 |
| Agosto          | Lu              | Ma              | Me              | Gi              | Ve              | Sa              | Do              | Lu              | Ma              | Me              | Gi              | Ve              | Sa              | Do              | Lu              | Ma              | Me              | Gi              | Ve              | Sa              | Do              | Lu              | Ma              | Me              | Gi              | Ve              | Sa              | Do              | Lu              | Ma              | Me              |                 |
| Settembre       | Gi              | Ve              | Sa              | Do              | Lu              | Ma              | Me              | Gi              | Ve              | Sa              | Do              | Lu              | Ma              | Me              | Gi              | Ve              | Sa              | Do              | Lu              | Ma              | Me              | Gi              | Ve              | Sa              | Do              | Lu              | Ma              | Me              | Gi              | Ve              |                 |                 |
| Ottobre         | Sa              | Do              | Lu              | Ma              | Me              | Gi              | Ve              | Sa              | Do              | Lu              | Ma              | Me              | Gi              | Ve              | Sa              | Do              | Lu              | Ma              | Me              | Gi              | Ve              | Sa              | Do              | Lu              | Ma              | Me              | Gi              | Ve              | Sa              | Do              | Lu              |                 |
| Novembre        | Ma              | Me              | Gi              | Ve              | Sa              | Do              | Lu              | Ma              | Me              | Gi              | Ve              | Sa              | Do              | Lu              | Ma              | Me              | Gi              | Ve              | Sa              | Do              | Lu              | Ma              | Me              | Gi              | Ve              | Sa              | Do              | Lu              | Ma              | Me              |                 |                 |
| Dicembre        | Gi              | Ve              | Sa              | Do              | Lu              | Ma              | Me              | Gi              | Ve              | Sa              | Do              | Lu              | Ma              | Me              | Gi              | Ve              | Sa              | Do              | Lu              | Ma              | Me              | Gi              | Ve              | Sa              | Do              | Lu              | Ma              | Me              | Gi              | Ve              | Sa              |                 |